# Stipax triangulifer
Genre
Espèce
Statut de conservation UICN

 EX  : Éteint
Stipax triangulifer, unique représentant du genre Stipax, est une espèce d'araignées aranéomorphes de la famille des Sparassidae.

## Distribution
Cette espèce est endémique des Seychelles. Elle n'a été observée qu'une foi en 1894 sur Mahé, pour l'UICN, elle serait éteinte.

## Description
Le mâle holotype mesure 5 mm.

## Publication originale
- Simon, 1898 : Études arachnologiques. 29e Mémoire. XLVI. Arachnides recueillis en 1895 par M. le Dr A. Brauer (de l'Université de Marburg) aux îles Séchelles. Annales de la Société Entomologique de France, vol. 66, p. 370-388 (texte intégral).